# San José Novillero
San José Novillero är en ort i Mexiko.   Den ligger i kommunen Boca del Río och delstaten Veracruz, i den sydöstra delen av landet, 300 km öster om huvudstaden Mexico City. San José Novillero ligger 20 meter över havet och antalet invånare är 316.
Terrängen runt San José Novillero är mycket platt. Runt San José Novillero är det mycket tätbefolkat, med 2 614 invånare per kvadratkilometer. Närmaste större samhälle är Veracruz, 10,6 km norr om San José Novillero. 